# I vecchi e i giovani
I vecchi e i giovani è un romanzo dello scrittore siciliano Luigi Pirandello, pubblicato a puntate per la prima volta nel 1909 sulla “Rassegna contemporanea”. La pubblicazione in volume presso i Fratelli Treves uscì nel 1913; nel 1931 l'autore revisionò il testo per l'edizione Mondadori, rimasta poi definitiva.

## Trama
È un romanzo sociale di ambientazione siciliana. È la Sicilia dei sanguinosi moti dei Fasci siciliani del 1893, sconvolta dalle lotte di classe, con i clericali da un lato, tesi a impedire il consolidamento del nuovo regime liberale, e la classe dirigente dall'altro, che disperde nel disordine morale i sacrifici e i meriti acquisiti.
Più che casi individuali, i personaggi del romanzo interpretano i diversi aspetti della complessa situazione storica che stanno vivendo. 
Così il principe don Ippolito di Colimbetra, fedele suddito borbonico; don Flaminio Salvo, esponente della nuova borghesia capitalista; Roberto Auriti, glorioso garibaldino che si spegne in un'esistenza amorfa; il giovane principe Gerlando di Colimbetra, sostenitore delle nuove idee e per questo costretto all'esilio. 
I personaggi rappresentano un contrasto di concezioni e di ideali che si risolve nel contrasto tra due generazioni: quella che ha fatto l'Unità e che vede perduta l'eredità del Risorgimento, e quella più giovane, che nel gretto conservatorismo dei padri scorge solo la difesa di interessi reazionari.
Ne I vecchi e i giovani l'autore esprime un giudizio storico molto severo sul processo di riunificazione dell'Italia e dello stato nato da essa. Non a caso Carlo Salinari, analizzando questo romanzo, parla di tre “fallimenti collettivi” riferendosi al Risorgimento, come mancato moto generale di rinnovamento dell'Italia; all'unità, come fallito strumento di liberazione e di sviluppo delle zone più arretrate e in particolare della Sicilia e dell'Italia meridionale; e al socialismo, che avrebbe potuto essere la ripresa del movimento risorgimentale. Questi fallimenti si sovrappongono poi a quelli “individuali” «dei vecchi che non hanno saputo passare dagli ideali alla realtà e si trovano a essere responsabili degli scandali, della corruzione e del malgoverno dei giovani».
Nell'ultimo capitolo della seconda parte del romanzo, don Cosmo, il fratello intellettuale di Ippolito, fornisce la chiave di lettura degli avvenimenti e il punto di vista di Pirandello, nel corso della conversazione con Gerlando:

## Opere derivate
Nel 1979 è stato trasmesso lo sceneggiato televisivo I vecchi e i giovani, diretto da Marco Leto e prodotto dalla RAI.

## Edizioni
In italiano
- Luigi Pirandello, I vecchi e i giovani: romanzo, 2 voll., Milano: Fratelli Treves, 1913, 298+279 p.
- Luigi Pirandello, I vecchi e i giovani: romanzo; Nuova ed. completamente riveduta e rielaborata dall'autore, Milano: A. Mondadori, 1931
- Luigi Pirandello, I vecchi e i giovani; introduzione di Giovanni Croci; cronologia della vita di Pirandello e dei suoi tempi e bibliografia a cura di Corrado Simioni, Collezione Oscar 122, Milano: A. Mondadori, 1967, XLIII+444 p.
- Luigi Pirandello, I vecchi e i giovani, a cura di Marziano Guglielminetti e Maria Lattanzio, Milano: A. Mondadori, 1979
- I vecchi e i giovani di Luigi Pirandello; a cura di Luisella Zanotto Travers, Torino: Il capitello, 1991
- Luigi Pirandello, I vecchi e i giovani, a cura di Anna Nozzoli; cronologia di Simona Costa, Milano: A. Mondadori, 1992
- Luigi Pirandello, I vecchi e i giovani, La Spezia: Melito, 1993
- Luigi Pirandello, I vecchi e i giovani, a cura di Italo Borzi e Maria Argenziano, Roma: Grandi tascabili economici Newton, 1993
- Luigi Pirandello, I vecchi e i giovani, introduzione di Nino Borsellino; prefazione e note di Massimo Onofri, Milano: Garzanti, 1993
- Luigi Pirandello, I vecchi e i giovani, a cura di Nicola Merola, Firenze: Giunti, 1994
- I vecchi e i giovani / Luigi Pirandello, Santarcangelo di Romagna: Gulliver, 1995
- I vecchi e i giovani / Luigi Pirandello, a cura di Paola Brengola e Fabio Mantegazza, Milano: Opportunity book, 1995
- I vecchi e i giovani / Luigi Pirandello, Torino: Marco Valerio, 2001
- Luigi Pirandello, I vecchi e i giovani, introduzione di Andrea Camilleri, Milano: Rizzoli, 2011
- Luigi Pirandello, I vecchi e i giovani: Edizione 1913, a cura di Aldo Maria Morace, Milano: Mondadori, 2018

In altre lingue
- (EN)  The old and the young, traduzione di C. K. Scott-Moncrieff, 1928
- (HU)  Öregek és fiatalok: regény, traduzione di Biró Sándor, Dante, Budapest, 1942
- (FR)  L'aube naît de la nuit: roman, traduzione di Jacqueline Herselin, Ed. de la paix, Paris, 1949
- (ES)  Viejos y jóvenes, traduzione di María Teresa Navarro Salazar, Editorial Gredos, Madrid, 2006